# Streets (canción)
«Streets» es una canción de la cantante y rapera estadounidense Doja Cat de su segundo álbum de estudio Hot Pink (2019). Fue lanzado a la radio pop estadounidense en febrero de 2021 como el séptimo sencillo del álbum, después de que se convirtió en un sleeper hit el mes anterior como resultado de un desafío viral en la plataforma de TikTok. La versión popularizada por la plataforma incluye un fragmento de la exitosa canción de Paul Anka, "Put Your Head on My Shoulder" (1959), por lo cual, la canción fue relanzada con un remix llamado "Streets Silhoutte", haciendo referencia al desafío de TikTok.
La canción fue escrita por Doja Cat, David Sprecher, Lydia Asrat, Theron Otis Feemster, Christopher Jefferies y Demarie Sheki, producida por el dúo de producción  Blaq Tuxedo, a quien también se les atribuye como coescritores. El video musical fue dirigido por Christian Breslauer, y fue lanzado el 9 de marzo de 2021, y contiene referencias al "Silhouette Challenge" y Spider-Man.

## Antecedentes y composición
«Streets» fue escrito por Doja Cat, David Sprecher, Lydia Asrat, Theron Otis Feemster, Christopher Jefferies, Demarie Sheki, y los productores de la canción del dúo Blaq Tuxedo. Es una balada melancólica de R&B que dura una duración de tres minutos y cuarenta y siete segundos. La canción ganó su homónimo de la canción que se muestra a lo largo de la pista, «Streets Is Callin», de B2K de su álbum de banda sonora You Got Served (2003).

## Lanzamiento
Según Billboard, el sello discográfico de Doja Cat, RCA Records, vio «Streets» como un "punto culminante" de Hot Pink (2019), sin embargo "nunca vieron que se convirtiera en un éxito". Sin embargo, después de ganar popularidad en la plataforma de intercambio de videos TikTok, «Streets» fue lanzado a la radio urbana contemporánea del Reino Unido el 29 de enero de 2021 como un séptimo sencillo del álbum. Más tarde la canción fue enviada las estaciones de hits contemporáneos de Reino Unido y EE.UU el 5 y 16 de febrero respectivamente. Comentando sobre el lanzamiento del sencillo para Billboard, el COO de RCA Records John Fleckenstein dijo "como estamos viendo, claramente no lo hemos hecho. Los fans aún no han terminado con eso", refiriéndose a que Doja Cat anunció en septiembre de 2020 que completó la grabación de su tercer álbum de estudio.
Una versión remezclada de «Streets», que contiene los primeros 12 segundos del éxito de Paul Anka de 1959 "Put Your Head on My Shoulder" (previamente sampleado por la propia Doja Cat en la canción "Freak"), que ganó atracción en TikTok, fue lanzado el 12 de marzo, apodado como "Silhouette Remix".  Fue lanzado junto a un remix hecho por Disclosure. Una semana más tarde, se lanzó un EP remix, que contiene el remix Disclosure, y otros cuatro remixes de DJ Sliink, Lazerbeak, Party Favor y Ape Drums.

## Presentaciones en vivo
El 5 de marzo de 2020, como parte de Doja convirtiéndose en la primera artista de la campaña Lift 2020 de Vevo, estrenó una actuación en vivo para la canción. Dirigida por Priya Minhas, la actuación en vivo comienza con una toma aérea de Doja en una piscina construida por el equipo de campaña de Vevo mientras usa un traje de baño de perlas. En la descripción del video musical, afirma que el set para el video fue "una decisión que resultó en lo que probablemente es nuestra construcción de estudio más ambiciosa hasta la fecha para una actuación lift". Lynn S., escritora de HotNewHipHop, calificó el lanzamiento del video como el "último paso de Doja hacia la dominación mundial".
El 24 de diciembre de 2020, seis actuaciones de tres canciones diferentes de Hot Pink fueron subidas a YouTube. Dos de esas actuaciones fueron representaciones en vivo de "Streets". En el único video, Doja Cat interpreta la canción con un traje de piel con un telón de fondo de las auroras boreales, mientras que en el otro interpreta la misma canción mientras camina en ropa urbana frente a un telón de fondo con un callejón que avanza.

## Recepción crítica
Lakin Starling de Consequence of Sound dijo que en la canción, Doja Cat está presentando la versión más "seria" de sí misma. Según Lucy Shanker de Pitchfork, "Streets" es una de las canciones que muestra la suavidad de la rapera, añadiendo: "No es difícil imaginarla grabando una balada como "Streets" desde dentro de una guarida rosa".

## Rendimiento comercial
A principios de 2021, "Streets" comenzó a ganar tracción en los servicios de streaming después de las actuaciones de Hot Pink Sessions, lo que provocó aún más tracción en la plataforma de intercambio de vídeo TikTok, donde se ha utilizado en más de 180.000 videos a partir de enero de 2021. El "Silhouette Challenge" que pronto se originó en la misma plataforma también aumentaría aún más la popularidad de la canción. Posteriormente debutó en el número 18 en la lista Billboard Hot R&B Songs, ascendiendo a un pico del número cuatro. La semana siguiente, "Streets" debutó en el número 91 en la edición de la lista Billboard Hot 100 de estados Unidos el 23 de enero de 2021, convirtiéndose en la octava aparición de Doja Cat en la lista. Se propulsó al número 39 en su segunda semana, marcando el segundo sencillo top-cuarenta de Hot Pink. La canción alcanzó un nuevo pico del número 18 en su cuarta semana en la lista. Después de trazar durante 10 semanas, la canción alcanzó un nuevo pico del número 16. Del mismo modo, en Canadá, "Streets" ha alcanzado el número 19 en el Canadian Hot 100, ganando Doja Cat su segunda entrada entre los veinte primeros en el país.
En el Reino Unido, "Streets" entró en el UK Singles Chart en el número 59 en la semana que terminó el 21 de enero de 2021. Ascendió hasta el número 20 la semana siguiente, ganando Doja Cat su tercera entrada entre los veinte primeros en el país después de "Say So", y "Motive" con Ariana Grande, ambas en 2020. La canción ha alcanzado el número 12 allí, mientras que alcanza un pico del número cuatro en el UK R&B Chart. En Irlanda, "Streets" debutó en el número 61 de la lista de sencillos irlandesa, donde ascendió al número 22 en su segunda semana. La canción ha subido a un pico del número nueve, convirtiéndose en su tercer sencillo top-ten allí.
La pista también entró en las listas en Oceanía; se basó en la lista australiana de sencillos ARIA, debutando en el número 46. Alcanzó el número 14, superando el pico número 17 de "Boss Bitch" y ganando Doja Cat su segunda entrada más alta en las listas en el país. En Nueva Zelanda, "Streets" debutó en el número 24 en el New Zealand Singles Chart para la fecha del 1 de febrero de 2021. Subió al número 16 en su segunda semana, antes de pasar al top 10 en su tercera semana colocándose en el número diez.
En todo el mundo, "Streets" debutó en la lista Billboard Global 200 por primera vez en el número 126 el 23 de enero de 2021, antes de ascender al número 32 en su segunda semana. Subió al número 16 en su tercera semana, convirtiéndose en su canción en solitario más alta en esta lista y superando a "Say So", que alcanzó el número 50 en septiembre de 2020. Ha alcanzado el número ocho allí. La canción también se basó en la lista Global Excl. U.S., donde ha alcanzado un pico del número 28.

## Vídeo musical
Un video musical de "Streets", dirigido por Christian Breslauer con fotografía de Jon Chema, fue filmado del 19 al 21 de febrero de 2021, y se estrenó el 9 de marzo de 2021, a las 12:00 AM Eastern. La versión de la canción utilizada en el video musical es "Streets (Silhouette Remix)" que fue lanzado el 12 de marzo de 2021.

### Sinopsis
El video comienza con un taxista amarillo de la ciudad de Nueva York (Kofi Siriboe), detenido a un lado de una calle bulliciosa. Al otro lado de la acera se da cuenta de Doja Cat haciéndose pasar por un maniquí en un escaparate, con el título de la canción escrito en el cristal de la ventana. Al igual que el remix de la canción utilizada en TikTok, los primeros doce segundos de "Put Your Head on My Shoulder" comienza a reproducirse. En la caída de ritmo, Doja Cat, todavía en el escaparate, realiza el Silhouette Challenge, y la música se transforma lentamente desde el remix TikTok hasta la versión original. El taxista entonces aparece en el regazo de Doja Cat, y bailan sensualmente juntos. De repente, Doja Cat aparece tumbada en el capó de un coche en llamas (con agujeros de bala). Está lloviendo, y un grupo de hombres comienzan a aglomerarse a su alrededor. El taxista entonces aparece, con los dientes relucientes en una sonrisa animalista y maliciosa. Él camina cerca de ella, pero de repente es detenido por lo que parece ser una tela de araña.
Ahora, Doja Cat es vista escalando una pared de ladrillo mientras realiza el verso de rap, trepando lenta y poderosamente como Spider-Man. El taxista aparece de nuevo, esta vez atrapado en una tela de araña grande y brillantemente iluminada. Doja Cat sigue rapeando, ahora con un pie en el cuerpo del hombre. Cuando comienza el coro final, Doja Cat es vista de nuevo interpretando el Silhouette Challenge, esta vez frente a una pantalla roja en el techo de un bloque de apartamentos. Un puente de Manhattan brillantemente iluminado se ve en el telón de fondo contra el cielo nocturno. En los últimos segundos, la escena luego corta a la sala de estar de una casa, donde Doja Cat es vista tumbada en un sofá, con la cabeza en el regazo del taxista. De repente, una prueba nuclear ocurre fuera de la ventana, prendiendo fuego a todo en la habitación, incluido el taxista, pero no a Doja Cat. Esta es una referencia a un meme viral donde Doja canta "Tia Tamera" mientras el mundo explota.
Inmediatamente después de que la canción termina, la escena vuelve a la cabina, donde una voz femenina llama. El taxista se sorprende de su fantasía, y se da la vuelta para encontrar que Doja Cat se ha sentado como pasajero, y tiene un lugar para estar. Rápidamente se disculpa y se retira al tráfico. Al otro lado de la acera se puede ver la misma ventana que al principio de la canción, excepto que ahora un maniquí real se queda quieto donde la cantante estaba posando anteriormente.

## Listado de canciones
- Descarga digital y streaming (Silhouette Remix)[33]

1. "Streets" (Silhouette Remix) – 4:02

- Descarga digital y streaming (Disclosure Remix)

1. "Streets" (Disclosure Remix) – 4:14

- Descarga digital y streaming (Remix EP)

1. Streets" (Disclosure Remix) – 4:14
2. "Streets" (DJ Sliink Remix) – 2:13
3. "Streets" (Lazerbeak Remix) – 3:26
4. "Streets" (Party Favor Remix) – 3:20
5. "Streets" (Ape Drums Remix) – 2:55

## Créditos y personal
Créditos adaptados de las notas de Hot Pink.
Grabación y gestión
- Diseñado en Westlake Recording Studios (Los Ángeles, California)
- Masterizado en Bernie Grundman Mastering (Hollywood, California)
- Contiene una muestra de "Streets Is Callin'", escrita por Theron Otis Feemster, Christopher Jeffries y Demarie Sheki, interpretada por B2K, publicada por Feemstro/Universal Music-Z Tunes LLC (ASCAP), Ole New Colorful Picture Music/Anthem Entertainment (ASCAP).

Personal
- Doja Cat – voz, composición
- Dominique Logan – composición; producción de Blaq Tuxedo
- Darius Logan – composición; producción de Blaq Tuxedo
- Lydia Asrat – composición
- David Sprecher – composición
- Theron Otis Feemster – composición
- Christopher Jefferies – composición
- Demarie Sheki – composición
- Rian Lewis – ingeniería
- Neal H Pogue – mezcla para Roselle New Jersey
- Mike Bozzi – masterización

## Posicionamiento en listas
| País            | Lista                             | Mejor posición | Ref.   |
| Global          | Global                            | Global         | Global |
| --------------- | --------------------------------- | -------------- | ------ |
| Global          | Billboard Global 200              | 8              | [ 34 ] |
| Europa          |                                   |                |        |
| Alemania        | GfK Entertainment Charts          | 99             | [ 35 ] |
| Austria         | Ö3 Austria Top 40                 | 54             | [ 36 ] |
| Eslovaquia      | Singles Digitál Top 100           | 13             | [ 37 ] |
| Flandes         | Ultratop 50                       | 24             | [ 38 ] |
| Francia         | SNEP                              | 105            | [ 39 ] |
| Grecia          | IFPI                              | 2              | [ 40 ] |
| Hungría         | Single Top 40                     | 37             | [ 41 ] |
| Hungría         | Stream Top 40                     | 26             | [ 42 ] |
| Irlanda         | Ireland Singles Chart             | 9              | [ 43 ] |
| Lituania        | AGATA                             | 4              | [ 44 ] |
| Países Bajos    | Dutch Single Top 100              | 81             | [ 45 ] |
| Suecia          | Sverigetopplistan                 | 71             | [ 46 ] |
| Suiza           | Schweizer Hitparade               | 27             | [ 47 ] |
| Reino Unido     | UK Singles Chart                  | 12             | [ 23 ] |
| Reino Unido     | UK R&B Singles                    | 4              | [ 48 ] |
| República Checa | Digitál Top 100                   | 50             | [ 37 ] |
| Oceanía         |                                   |                |        |
| Australia       | ARIA Singles Chart                | 12             | [ 49 ] |
| Nueva Zelanda   | Recorded Music NZ                 | 10             | [ 50 ] |
| América         |                                   |                |        |
| Canadá          | Canadian Hot 100                  | 19             | [ 51 ] |
| Estados Unidos  | Billboard Hot 100                 | 16             | [ 52 ] |
| Estados Unidos  | Rolling Stone Top 100             | 3              | [ 53 ] |
| Estados Unidos  | Hot R&B/Hip-Hop Songs (Billboard) | 7              | [ 54 ] |
| Estados Unidos  | Rhythmic (Billboard)              | 31             | [ 55 ] |

## Certificaciones
| País          | Organismocertificador | Certificación | Ventas certificadas | Ref.   |
| ------------- | --------------------- | ------------- | ------------------- | ------ |
| Nueva Zelanda | RMNZ                  | Oro           | 15 000              | [ 50 ] |
| Polonia       | ZPAV                  | Oro           | 10 000              | [ 56 ] |
| Reino Unido   | BPI                   | Plata         | 200 000             | [ 57 ] |

## Historial de lanzamientos
| País           | Fecha                 | Formato                  | Versión          | Sello    | Ref.   |
| -------------- | --------------------- | ------------------------ | ---------------- | -------- | ------ |
| Reino Unido    | 29 de enero de 2021   | Urban contemporary radio | Original         | Kemosabe | [ 58 ] |
| Reino Unido    | 5 de febrero de 2021  | Contemporary hit radio   | Original         | Kemosabe | [ 59 ] |
| Estados Unidos | 16 de febrero de 2021 | Contemporary hit radio   | Original         | Kemosabe | [ 60 ] |
| Varios         | 12 de marzo de 2021   | Digital download         | Silhouette remix | Kemosabe | [ 61 ] |
| Varios         | 12 de marzo de 2021   | Digital download         | Disclosure remix | Kemosabe | [ 62 ] |
| Varios         | 19 de marzo de 2021   | Digital download         | Remix EP         | Kemosabe | [ 63 ] |